# Walt Whitman

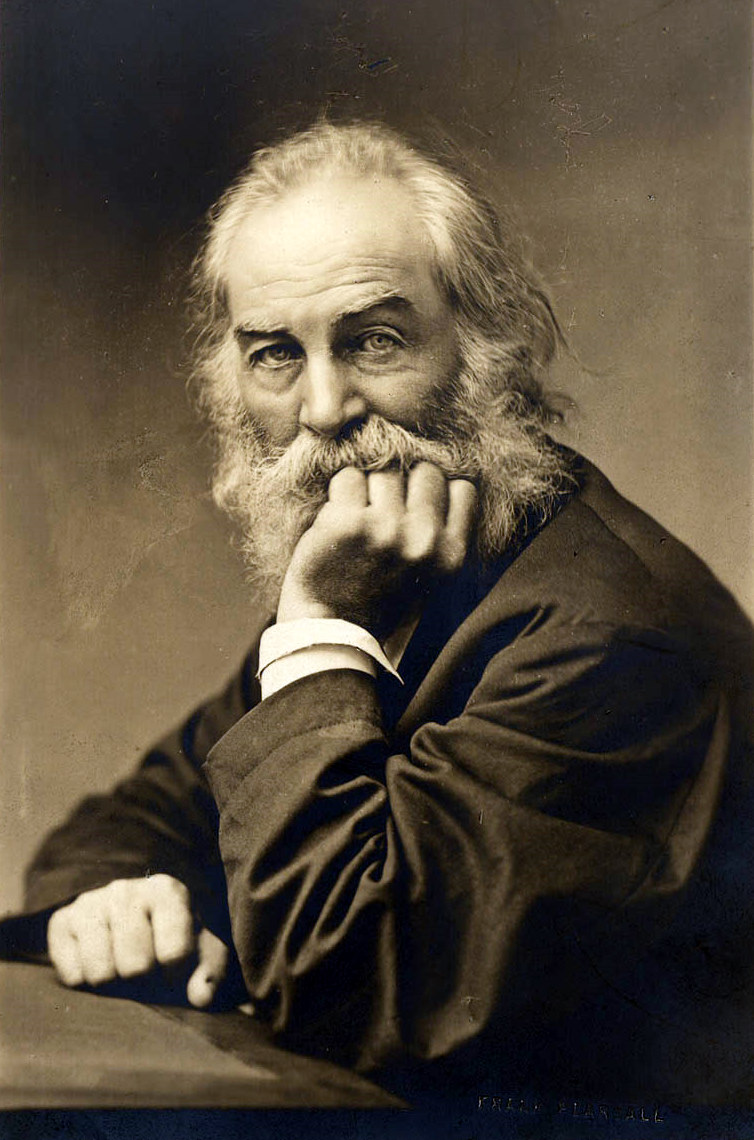
Walt Whitman (etwa 1869)

Walter Whitman (* 31. Mai 1819 in West Hills, nahe Huntington auf Long Island; † 26. März 1892 in Camden, New Jersey) war ein US-amerikanischer Dichter, Essayist und Journalist. Er gilt als einer der einflussreichsten amerikanischen Lyriker des 19. Jahrhunderts. Sein Hauptwerk ist die Gedichtsammlung Leaves of Grass (Grashalme), die er von 1855 bis kurz vor seinem Tod 1892 immer wieder erweiterte und veränderte.
Whitmans Lyrik verwendet überwiegend freie Verse und verzichtet auf Reime. Als Dichter begreift Whitman sich in einer symbiotischen Beziehung zur Gesellschaft, deren kulturelles und gesellschaftliches Leben er in vielfältigen Bildern aufgreift und deren Sorgen, Einstellungen und Sprache seine Dichtung prägt. Im Vorwort zur ersten Ausgabe von Leaves of Grass (1855) feiert er das „gewöhnliche Volk“ als Manifestation des „Genius der Vereinigten Staaten“. Er greift die gesellschaftlichen Umbrüche seiner Zeit auf, wie die Entfaltung der kapitalistischen Marktwirtschaft oder die Spaltung der amerikanischen Gesellschaft, die 1861 bis 1865 im Sezessionskrieg gipfelte. Den Veränderungen setzt Whitman seine teils nostalgische Verklärung der Arbeitswelt und des Familienzusammenhalts in der noch weitgehend agrarwirtschaftlich geprägten, naturverbunden lebenden Gesellschaft seiner Vorfahren entgegen. In mehreren Gedichten verwendet er Ortsnamen der indigenen Völker Amerikas für seine Geburts- und Lebensorte Long Island (Paumanok) und Manhattan (Mannahatta) und stellt sich und seine Familie in die Tradition des einfachen Lebens der Ureinwohner.
Zu Whitmans bekanntesten Gedichten zählen O Captain! My Captain! (1865) und When Lilacs Last in the Dooryard Bloom'd, die er 1867 in die Leaves of Grass einfügte.

## Leben

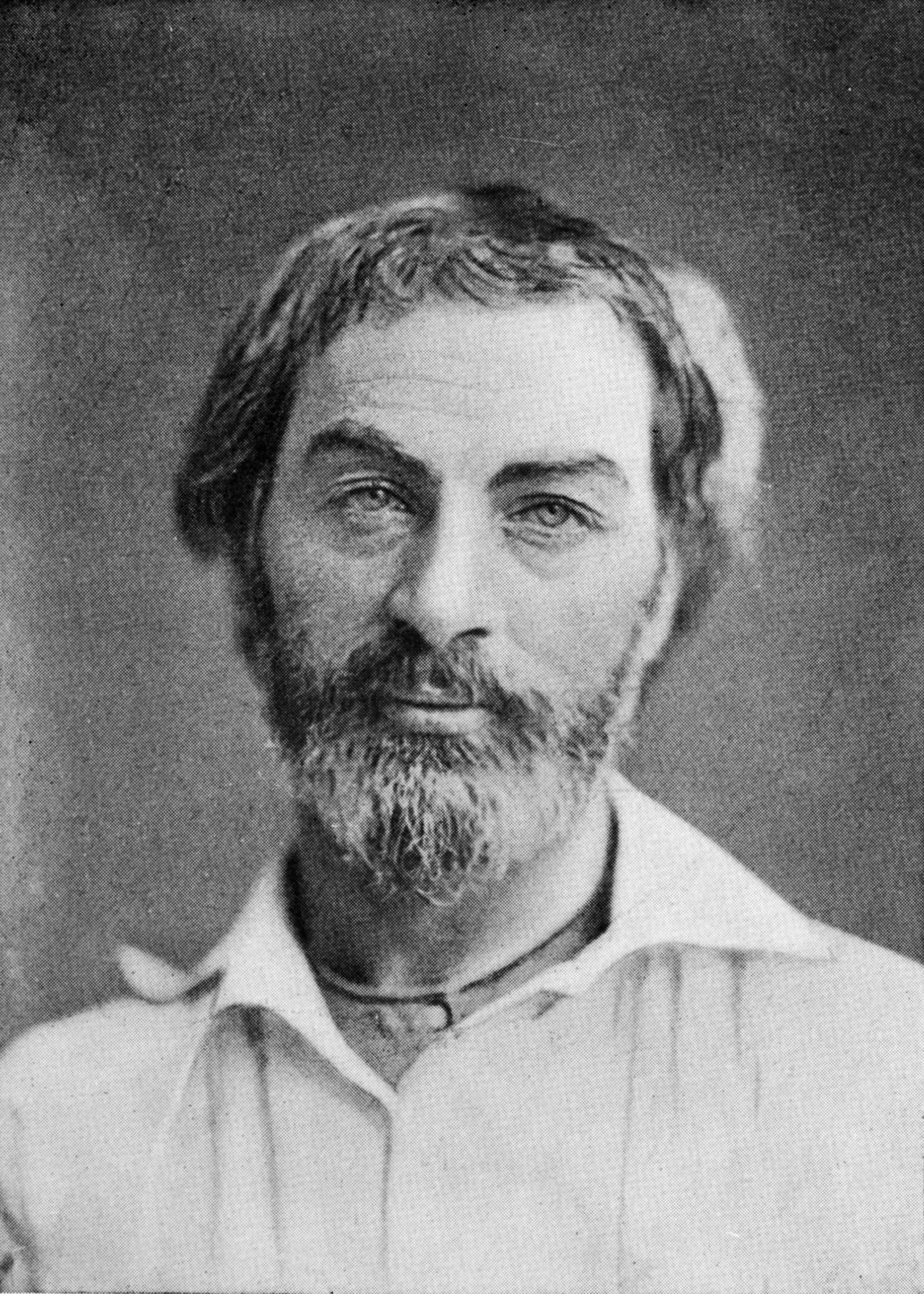
Walt Whitman, 1855, im Alter von 36 Jahren

### Familie und frühe Jahre
Walt Whitmans Vorfahren waren in der ersten Hälfte des 17. Jahrhunderts als Siedler nach Nordamerika eingewandert. Seine Mutter, Louisa Van Velsor (1795–1873), stammte aus den Niederlanden, sein Vater, Walter Whitman († 1855), aus England. Ursprünglich hatte die Familie eine große Landfläche auf Long Island besessen. Whitmans Vater konnte seine Familie jedoch nicht mehr aus eigener Landwirtschaft ernähren und war Zimmermann geworden. Walt Whitman war das zweite von neun Kindern.
1823 zog seine Familie nach Brooklyn, wo er von 1825 an die Schule besuchte. 1830 begann er als Schriftsetzerlehrling in Brooklyn zu arbeiten. Als Autodidakt las er die Werke von Homer, Dante und Shakespeare. Nach seiner zweijährigen Lehre zog er nach Manhattan, wo er in verschiedenen Druckereien arbeitete. 1836 kehrte er nach Long Island zurück, wurde Lehrer in East Norwich, mit weiteren Anstellungen bis zum Winter 1837/38 in West Hempstead, Babylon, Long Swamp und Smithtown. In seiner Heimatstadt Huntington gab er ab 1839 die Zeitung Long Islander heraus. 1840 bis 1841 arbeitete er wieder als Lehrer und warb um Stimmen für Martin Van Buren in der Präsidentschaftswahl von 1840. 1841 zog er nach New York City und arbeitete dort für verschiedene Zeitungen. Im November 1842 veröffentlichte er Franklin Evans, einen „Abstinenzler-Roman“, und mehr als 15 weitere Geschichten und Skizzen. 1848 zog er mit seinem Bruder Jeff nach New Orleans um die Zeitung Daily Crescent herauszugeben, kehrte aber schon im Mai nach Brooklyn zurück. Auf der Rückfahrt sah er den Mississippi River, die Großen Seen und den Hudson River. Nach seiner Rückkehr nach Brooklyn 1850 begann er eine Tätigkeit als Wohnungsmakler.

### Leaves of Grassund Dichter des Bürgerkriegs
1855 finanzierte er aus eigenen Mitteln die Erstausgabe von Leaves of Grass, noch ohne den späteren Titel, aber mit einer Fotografie Whitmans auf dem Titelblatt. Die zweite Ausgabe der Sammlung (1856) umfasste 34 Gedichte, darunter Crossing Brooklyn Ferry. Auch diese Ausgabe verkaufte sich nicht ausreichend, so dass Whitman sich wieder kurzzeitig als Herausgeber einer Tageszeitung, der Brooklyn Times, versuchte. Die dritte Ausgabe von 1860 fand mit Thayer & Eldridge einen Verleger in Boston, doch der Ausbruch des Bürgerkriegs ruinierte den Verlag. Die dritte Ausgabe umfasste schon 154 Gedichte, darunter erstmals die Calamus-Gedichte, die eine homosexuelle Liebesaffäre thematisieren, sowie Starting from Paumanok.
Von 1863 bis 1873 lebte Whitman in Washington, D.C. Zunächst hatte er sich um seinen in der Schlacht von Fredericksburg verwundeten Bruder gekümmert, später arbeitete er in verschiedenen Lazaretten weiter. Nach eigenen Angaben besuchte er Krankenlager von 80.000 Verwundeten. Seinen Lebensunterhalt verdiente er als Schreibkraft für den Zahlmeister der Armee. Aus den Lazaretten berichtete er in Zeitungsartikeln in der örtlichen Presse und in New York. Sein Gedichtband Drum Taps (Trommelschläge, 1865) machte ihn als „Dichter des Bürgerkriegs“ bekannt. Gedichte wie Beat! Beat! Drums! oder Vigil strange I kept on the field one night spiegeln ein realistisches Bild des Krieges angesichts der Niederlage der Nordstaaten in der Ersten Schlacht am Bull Run:
Beat! beat! drums! – blow! bugles! blow!

Make no parley – stop for no expostulation,

Mind not the timid – mind not the weeper or prayer,

Mind not the old man beseeching the young man,

Let not the child's voice be heard, nor the mothers entreaties,

Make even the trestles to shake the dead where they lie awaiting the hearses,

So strong you thump O terrible drums – so loud you bugles blow.
Schlagt! Schlagt, Trommeln! Blast, Hörner, blast!

Was da Verhandlung und was da Beschwerde!

Achtet nicht der Zagen, auf Klage nicht und Tränen!

Nicht der Bitte des Vaters für den Sohn!

Überdröhnt des Kindes Stimme und der Mutter Flehen!

Bahn macht für die Bahren, die Toten schütten sollen für den Leichenwagen!

So rauh euer Dröhnen, schreckliche Trommeln! Ihr Hörner, so hart euer Blasen!
Im selben Jahr wurde Whitman im Innenministerium angestellt, später jedoch von Innenminister James Harlan wegen „Unsittlichkeit seiner Dichtung“ entlassen. Er veröffentlichte weitere Texte, so zum Beispiel 1871 den Essay Democratic Vistas (Demokratische Ausblicke).

### Spätere Jahre

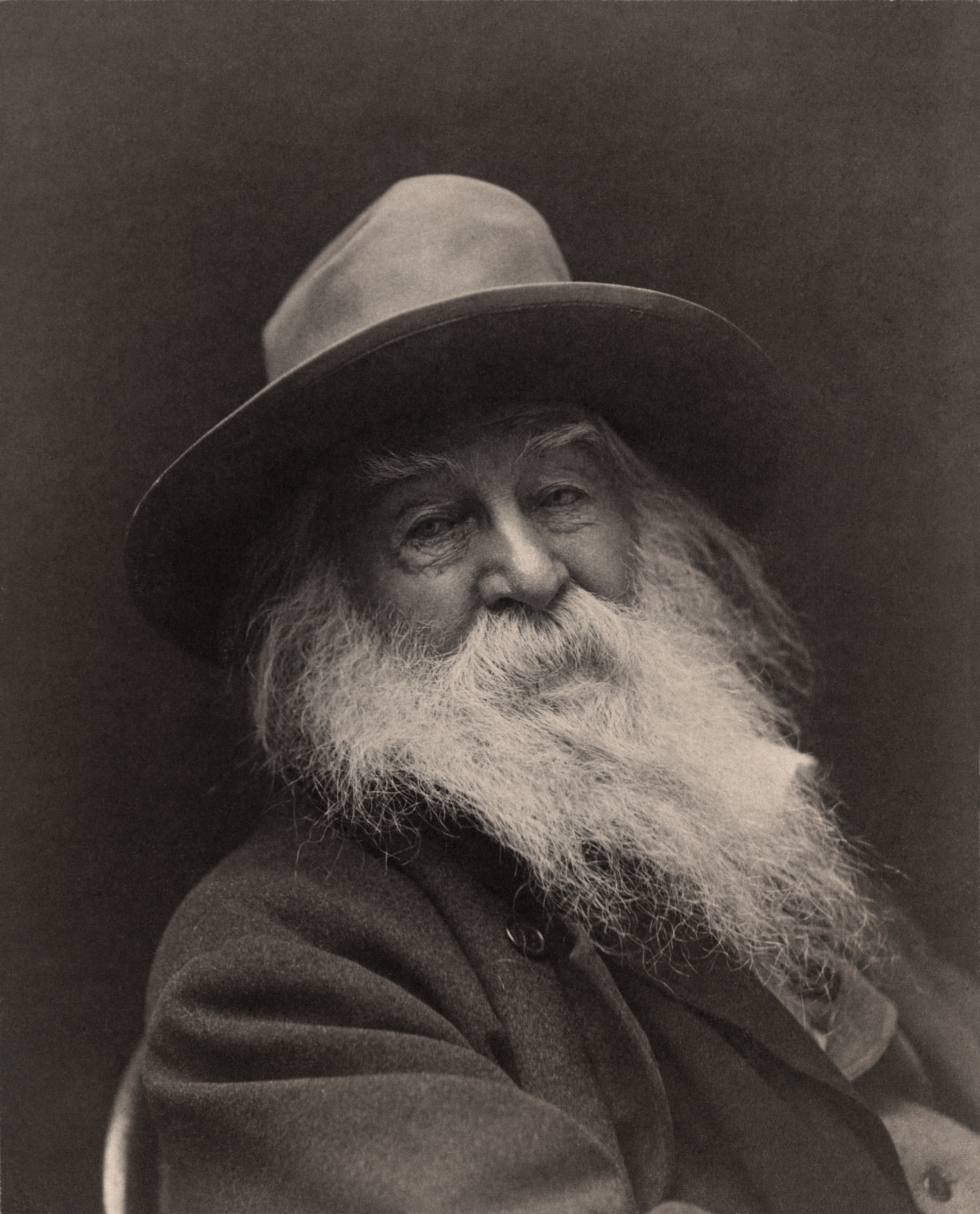
Walt Whitman, 1887

Nach einem Schlaganfall und einem Zusammenbruch in Washington D.C. 1873 war Whitman arbeitsunfähig, da zeitweilig gelähmt. Er lebte von da an in sehr bescheidenen Verhältnissen. 1882 wurden seine Tagebücher veröffentlicht. Hinzu kamen 1888 die Veröffentlichungen Prosa und Poesie und November-Zweige sowie 1892 die Veröffentlichung der neunten Ausgabe von Leaves of Grass mit über 400 Gedichten. Am 26. März 1892 starb Walt Whitman mit 72 Jahren in Camden, New Jersey und wurde dort auf dem Harleigh Cemetery beerdigt.

### Homosexualität
Schon bei ihrem Erscheinen erregten einzelne Gedichte in Whitmans Werk als „sittenwidrig“ Anstoß. Die freizügigen Gedichte der Calamus-Gruppe wurden als Darstellung imaginärer oder realer homosexueller Beziehungen oder Ausdruck von Bisexualität interpretiert und zensiert. Whitman selbst hatte sich zu seinen persönlichen Beziehungen zurückhaltend bis ablehnend geäußert oder entsprechende Fragen nicht beantwortet. Unbekannt bleibt ebenfalls, ob er wirklich, wie er von sich selbst behauptete, „Vater von sechs Kindern“ war.
We two boys together clinging,

One the other never leaving,

Up and down the roads going, North and South excursions making,

Power enjoying, elbows stretching, fingers clutching,

Arm'd and fearless, eating, drinking, sleeping, loving,

No law less than ourselves owning, sailing, soldiering, thieving, threatening,

Misers, menials, priests alarming, air breathing, water drinking, on the turf or the sea-beach dancing,

Cities wrenching, […]
Wir, zwei Jungen, fest umschlungen,

Einer nie vom andern lassend,

Straßen auf- und niederschweifend, Nord- und Südland frei durchstreifend,

Kraft genießend, Arme streckend, Finger schließend,

Wehrhaft, furchtlos, essend, trinkend, schlafend, liebend,

Nur uns selber untertänig, segelnd, abenteuernd, diebend, drohlich neckend,

Knicker, Knechte, Pfaffen schreckend, Aether atmend, Wasser trinkend, auf der Küste Rasen tanzend,

Städte sprengend, […]

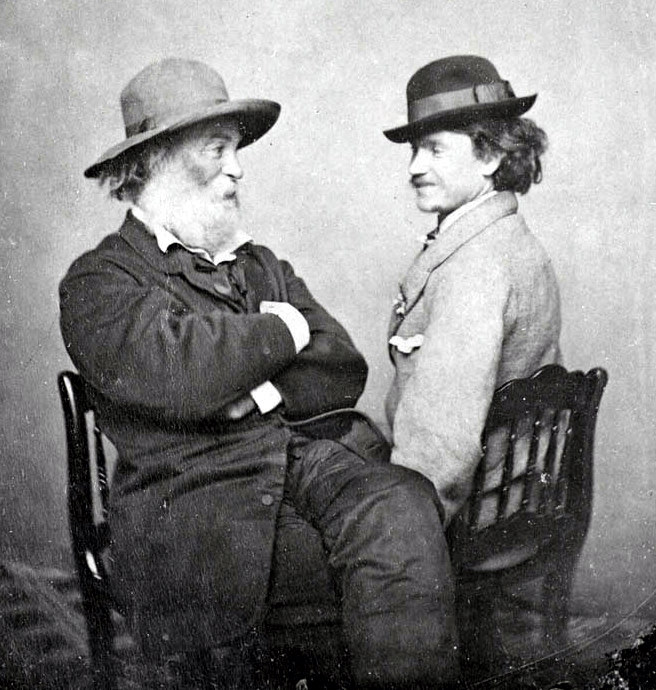
Whitman mit Peter Doyle, um 1869

Bis heute wird die Diskussion um die sexuelle Orientierung Whitmans kontrovers geführt. Das Meinungsbild reicht von der Vereinnahmung als „unser großer schwuler Dichter“, der aus Angst vor einem Outing sein eigenes Werk zensiert habe, bis hin zur Beschreibung Whitmans als Frauenheld aufgrund der „phallischen Symbolik in seiner Dichtung“. Die Einordnung historischer Persönlichkeiten in moderne Konzepte von lesbisch, schwul, bisexuell oder transgender, die zu Lebzeiten der Personen noch gar nicht bekannt waren, ist wissenschaftlich umstritten.

## Rezeption
Schon am 21. Juni 1855 lobte Ralph Waldo Emerson die erste Ausgabe von Leaves of Grass als „außergewöhnlichstes Beispiel für Geist und Weisheit, das Amerika bislang hervorgebracht hat.“ Erst in den späten 1860er Jahren wurde ihr Autor bekannter: 1866 stellte William Douglas O’Connor in The Good Gray Poet Whitman in eine Reihe mit den größten Schriftstellern der Weltliteratur und verteidigte ihn gegen den Vorwurf der Unsittlichkeit. 1867 veröffentlichte Whitmans Freund John Burroughs seine Notes on Walt Whitman as Poet and Person.

„Ich halte Walt Whitman für solch eine [geniale] Person. Ich halte dafür, dass Amerika in ihm abgebildet ist; und dass die Demokratie, die doch gerade jetzt in wirbelndem Strudel eine Prüfung auf Gedeih oder Verderb durchsteht (deren Ausgang niemand vorhersagen kann), sich in ihm verkörpert und durch ihn erstmals in der Dichtung großartig und vollständig ausgesprochen findet.“

1868 veröffentlichte William Michael Rossetti eine erste „gesäuberte“ Fassung der Gedichte in Großbritannien.
Whitman schrieb seine Verse teils in der Rhythmisierung der alten biblischen Sprachkonventionen, teils in einem Blankvers wie aus dem 17. Jahrhundert. Sein besonderes Verdienst ortet William Somerset Maugham darin, dass dieser Poet Dichtung nicht als etwas romantisch Abgehobenes auffasste, sondern sie in den gewöhnlichen Verhältnissen des Alltags ansiedelte.

„Es ist kraftvolle demokratische Lyrik, es ist der authentische Schlachtruf einer neuen Nation und das solide Fundament einer Nationalliteratur.“

## Trivia
In dem Film Der Club der toten Dichter zitiert der Lehrer John Keating (Robin Williams) mehrfach Gedichtzeilen Whitmans, beispielsweise den Vers I sound my barbaric yawp over the roofs of the world (Song of myself, 52), und regt an, dass seine Schüler ihn mit „Captain, mein Captain!“ anreden.
In der Fernsehserie Breaking Bad zitiert der Laborassistent Gale Boetticher Gedichte Whitmans und schenkt dem Protagonisten Walter White eine Ausgabe von Leaves of Grass. Die Widmung darin wird ein entscheidender Baustein der Handlung.
In der Episode Der große Dichter (The Body Electric) der Serie Dr. Quinn – Ärztin aus Leidenschaft tritt Donald Moffat als Walt Whitman auf. Die ansonsten eher fortschrittlich und tolerant gesinnte Ärztin unterbindet den Kontakt zwischen Walt Whitman und ihrem Ziehsohn Brian, als ihr Gerüchte über die angebliche Sittenlosigkeit des Dichters zu Ohren kommen und sie Gedichte liest, deren Texte solche Vermutungen zulassen.

## Werke

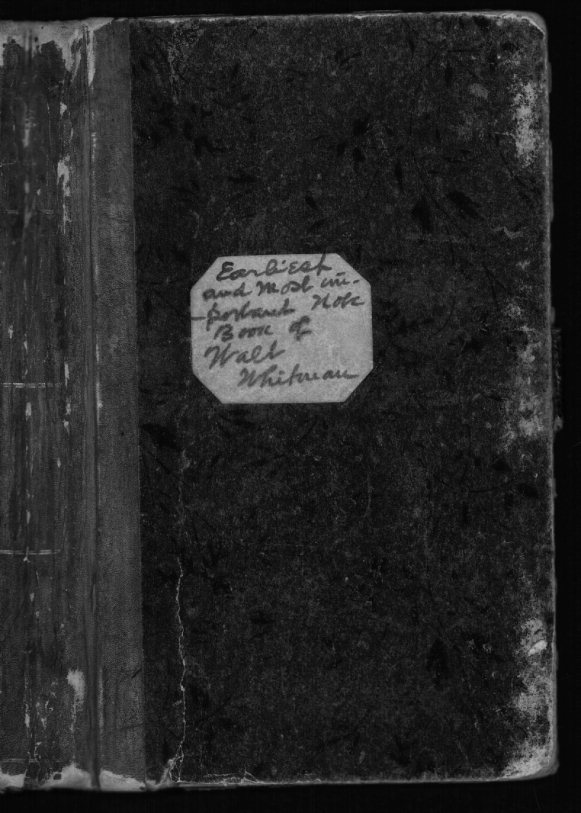
Walt Whitmans erstes Notizbuch

- Grashalme (Originaltitel Leaves of Grass). Erstausgabe 1855
- Manly Health and Training. 1858
  - Der schöne Mann. Das Geheimnis eines gesunden Körpers. Aus dem Englischen von Hans Wolf, dtv Verlagsgesellschaft, München 2018
- Children of Adam. 1860
- Demokratische Ausblicke (Originaltitel Democratic Vistas). 1871
- Memoranda. During the War. 1875/76
- Drum-Taps. 1865
- Specimen days and collect. 1882
- Life and Adventures of Jack Engle: An AutoBiography. 1852 anonym veröffentlichter Roman; 2017 Whitman zugeordnet und wiederentdeckt[21]
  - Leben und Abenteuer von Jack Engle. Roman. Aus dem Englischen von Jürgen Brôcan, dtv Verlagsgesellschaft, München 2019

Postume Ausgabe
- The complete poetry and prose. 1948

Übersetzungen ins Deutsche
- Karl Federn: Grashalme. Eine Auswahl. Bruns, Minden 1904 (Digitalisat)
- Franz Blei: Hymnen für die Erde. Insel Verlag, Leipzig 1914 (Insel-Bücherei 123/1)
- Gustav Landauer:

- Gedichte von Traum und Tat. 1915
- Gesänge und Inschriften. Kurt Wolff Verlag, München 1921

- Gustav Landauer und Yvan Goll: Der Wundarzt. Briefe, Aufzeichnungen und Gedichte aus dem amerikanischen Sezessionskrieg. Zürich 1919
- Johannes Schlaf: Grashalme. 1919
- Hans Reisiger:

- Gesang von mir selbst (aus Grashalme). Suhrkamp Verlag, Berlin 1946
- Grashalme. Aufbau-Verlag, Berlin 1957
- Walt Whitmans Werk (Auswahl). Dromer, München und Zürich 1960

- Georg Goyert: Grashalme. Blanvalet Verlag, Berlin 1948
- Erich Arendt und Helmut Heinrich: Lyrik und Prosa. Verlag Volk und Welt, Berlin 1966
- Tagebuch, herausgegeben von Eva Manske, übersetzt von Götz Burghardt, Leipzig 1985.
- Children of Adam from Leaves of Grass, übertragen von Kai Grehn, illustriert von Paul Cava. edition GALERIE VEVAIS 2005.
- Grasblätter, übersetzt von Jürgen Brôcan. Hanser, München 2009